# Astrocyclus caecilia
Astrocyclus caecilia är en ormstjärneart som först beskrevs av Christian Frederik Lütken 1856.  Astrocyclus caecilia ingår i släktet Astrocyclus och familjen medusahuvuden. Inga underarter finns listade i Catalogue of Life.

## Bildgalleri

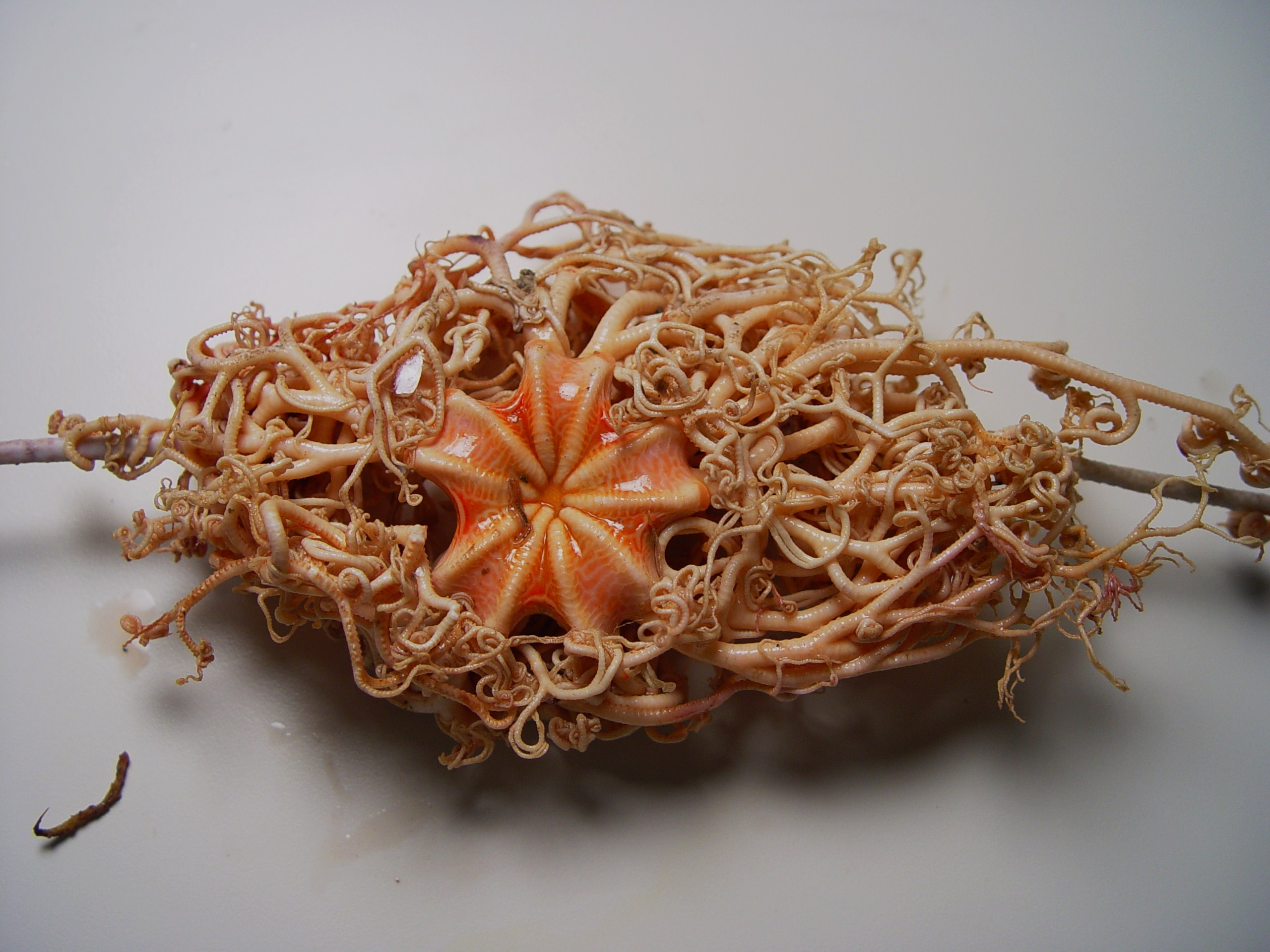